# Spejderne
|  | Denne artikel er om den danske fællesorganisation Spejderne. Læs mere om den internationale Spejderbevægelse her. |
Spejderne (tidligere Fællesrådet for Danmarks Drengespejdere) er en paraplyorganisation for spejdere i Danmark og en dansk børne- og ungdomsbevægelse. Fællesrådet repræsenterer danske drengespejdere i verdensdensspejderorganisationen WOSM, hvor kun en national spejderorganisation fra hvert medlemsland kan optages. 
Organistionen opstod ud fra arbejdet, der foregik omkring Spejdernes lejr 2012, og arbejder for at skabe tværkorpslige aktiviteter.[kilde mangler]

## Medlemsorganisationer[3]
- Det Danske Spejderkorps (DDS)
- KFUM-Spejderne
- De grønne pigespejdere
- Danske Baptisters Spejderkorps (DBS)
- Dansk Spejderkorps Sydslesvig (DSS)

Andre:
- Føroya Skótaráð

Indtil sit ophør i 2017-18 var Grønlands Spejderkorps også associeret medlem.